# イル・ヴォーロ (2010年)

ロゴ

イル・ヴォーロ（イタリア語: Il Volo、意味は「飛翔」）は、2人のテナーと1人のバリトンで構成されるイタリアの音楽グループである。メンバーはピエロ・バローネ（Piero Barone, シチリア・1993年6月24日生）、イニャツィオ・ボスケット（Ignazio Boschetto, ボローニャ・1994年10月4日生）、ジャンルカ・ジノーブレ（Gianluca Ginoble, アブルッツォ・1995年2月11日生）である。
このグループは米国のメジャーレーベル、ゲフィンと直接契約を結んだ最初のイタリア人アーティストであった。主にイタリアおよび世界的なクラシックの伝統に属する曲を、モダンなスタイルでアレンジし、ポップ・ミュージックをクラシック調に変化させる。また、スペイン語、英語、フランス語、ドイツ語、ラテン語で歌を録音している。
2010年11月、ファーストアルバム『Il Volo（イル・ヴォーロ）』で、メジャーデビューを果たした。
このグループは、2015年のサンレモ音楽祭で『Grande amore（グランデ・アモーレ）』で優勝した。ユーロビジョン・ソング・コンテスト2015でイタリア代表として同じ曲を歌唱し、3位に終わった。

## ディスコグラフィ

### アルバム
- Il Volo (イル・ヴォーロ; 2010年)
- We Are Love (2012年)
- Buon Natale: The Christmas Album (2013年)
- L'amore si muove (2015年)
- Ámame (2018年)
- Musica (2019年)
- Il Volo Sings Morricone (2021年)

### シングル
イタリア語版
- O Sole Mio (オー・ソレ・ミオ; 2011年)
- Notte Stellata (星降る夜; 2011年)
- Grande amore (グランデ・アモーレ; 2015年)
- L'amore si muove (2015年)
- Per te ci sarò (2015年)
- Musica che resta (2019年)

スペイン語版
- El Reloj (時計; 2011年)
- El Triste (2013年)